# Comuna Pîlîpî, Colomeea
Pîlîpî (în ucraineană Пилипи) este o comună în raionul Colomeea, regiunea Ivano-Frankivsk, Ucraina, formată din satele Kropîvîșce, Pîlîpî (reședința) și Trosteanka.

## Demografie
Componența lingvistică a comunei Pîlîpî
     Ucraineană (99,75%)
     Alte limbi (0,25%)
Conform recensământului din 2001, majoritatea populației comunei Pîlîpî era vorbitoare de ucraineană (99,75%), existând în minoritate și vorbitori de alte limbi.